# Antonio Bells
Antonio Bells (6 luglio 1948) è un politico palauano vicepresidente e ministro della giustizia dal 17 gennaio 2013 al 19 gennaio 2017.

## Biografia
Si è laureato in economia presso l'Università del Montana. È stato un delegato alla Camera dei Delegati di Palau per lo stato di Ngaraard dalle elezioni del 1996. Ha ricoperto due volte il ruolo di presidente della Camera dei Delegati: da aprile 2004 a novembre 2004 e da aprile 2007 a novembre 2008.